# Solomykowskije Dwory
Solomykowskije Dwory (russisch Соломыковские Дворы) ist ein Weiler (chutor) in der Oblast Kursk in Russland. Er gehört zum Rajon Medwenka und zur Landgemeinde (selskoje posselenije) Nischnereuttschanski selsowjet.

## Geographie
Der Ort liegt gut 28 km Luftlinie südwestlich des Oblastverwaltungszentrums Kursk im südwestlichen Teil der Mittelrussischen Platte, 3 km nördlich des Rajonverwaltungszentrums Medwenka, 12 km vom Sitz des Dorfsowjet – Nischni Reutez, 67 km von der Grenze zwischen Russland und der Ukraine.

### Klima
Das Klima im Ort ist wie im Rest des Rajons kalt und gemäßigt. Es gibt während des Jahres eine erhebliche Niederschlagsmenge. Dfb lautet die Klassifikation des Klimas nach Köppen und Geiger.

## Bevölkerungsentwicklung
| Jahr | Einwohner |
| ---- | --------- |
| 2002 | 73        |
| 2010 | ▼55       |

Anmerkung: Volkszählungsdaten

## Verkehr
Solomykowskije Dwory liegt an der Fernstraße föderaler Bedeutung M2 „Krim“ (ein Teil der Europastraße E105), an der Straße interkommunaler Bedeutung 38N-236 (M2 „Krim“ – Polewaja) und 20 km vor nächsten Eisenbahnhaltestelle 457 km (Eisenbahnstrecke Lgow-Kijewskij – Kursk) entfernt.
Der Ort liegt 96 km vom internationalen Flughafen von Belgorod entfernt.